# Szkurat
Szkurat (ukr. Шкурат) – wieś na Ukrainie w rejonie kowelskim obwodu wołyńskiego.